# بزغوش
بزغوش هي قرية في مقاطعة خوي، إيران. يقدر عدد سكانها بـ 167 نسمة بحسب إحصاء 2016.